# Бочаров Михайло Васильович
Миха́йло Васи́льович Бочаро́в (нар. 2 (14) листопада 1872, Санкт-Петербург — пом. 29 квітня 1936, там само) — співак (баритон) і педагог. Заслужений артист Республіки (1925).

## Партії
- Іван-королевич («Кощій Безсмертний» М. Римського-Корсакова)
- Ліонель («Орлеанська діва» Чайковського)
- Руслан («Руслан і Людмила» М. Глінки)
- Князь Ігор («Князь Ігор» О. Бородіна)
- Шакловитий («Хованщина» М. Мусоргського)
- Грязной, Веденецький гість, Мізгир («Царева наречена», «Садко», «Снігуронька» М. Римського-Корсакова)
- Онєгін, Мазепа, Кочубей, Єлецький, Томський («Євгеній Онєгін», «Мазепа», «Пікова дама» П. Чайковського)
- Демон («Демон» А. Рубінштейна)
- Фіґаро («Севільський цирульник» Дж. Россіні)
- Валентин («Фауст» Ш. Ґуно)
- Ескамільо («Кармен» Ж. Бізе)
- Тоніо («Паяци» Р. Леонкавалло)
- Бекмессер, Вольфрам («Нюрнберзькі мейстерзінґери», «Тангейзер» Р. Ваґнера)
- Воццек («Воццек» А. Берґа, Пеший виконавець в СРСР, 1927)
- Монтанеллі («Овід» В. Трамбицького)
- Князь Великого Китежа («Сказання про град великий Китеж і тихе озеро Світояр» С. Василенка)
- Король Треф («Любов до трьох апельсинів» С. Прокоф'єва)
- Амонасро, Ріґолетто, Жермон, Ренато, Яґо, ді Поза («Аїда», «Ріґолетто», «Травіата», «Бал-маскарад», «Отелло», «Дон Карлос» Дж. Верді)